# Batalla del Lago Erie
La batalla del Lago Erie tuvo lugar el 10 de septiembre de 1813 dentro de la guerra anglo-estadounidense. Enfrentó a una armada estadounidense al mando de Oliver Hazard Perry que contaba con nueve embarcaciones y 54 cañones contra una flota británica de seis barcos con 63 cañones al mando del Comodoro Robert Heriot Barclay. La batalla terminó con la victoria estadounidense.

## Prolegómenos
En 1812 los Estados Unidos de América se encontraban en proceso de expansión. Estados Unidos atacó y conquistó territorios desde el sur a los americanos nativos y entre las colonias españolas de Florida y Miami. Negoció con Francia la adquisición de Nueva Orleans y fijó su vista hacia el norte, hacia Canadá. Gran Bretaña había establecido un bloqueo efectivo con quien quería comerciar con Europa y había detenido a mercaderes estadounidenses.  Por lo que Estados Unidos se preparó para la guerra.
Se reunieron dos ejércitos en la frontera para invadir el norte pero las cosas fueron mal para los estadounidenses que fueron rechazados. Por ello se vio la zona de los Grandes Lagos como una buena zona de acceso hacia Canadá.

## Flotas
Al comienzo de las hostilidades, Gran Bretaña contaba con las fuerzas de la marina provincial que constaba únicamente de dos barcos, el Royal George y el Earl of Moira más dos goletas en el lago Ontario y un bergantín, una goleta y un barco de transporte armado en el lago Erie.
Estados Unidos estaba aún peor dotado. Contaba con el bergantín Oneida y un barco de transporte armado. El presidente James Madison ordenó a la marina construir escuadras que le diesen la superioridad en ambos lagos. La nueva fuerza, ya operativa el 8 de noviembre contaba con el Oneida y seis barcos adaptados al lago. La flota persiguió sin recompensa a los dos barcos británicos pero como se acercaba el invierno las dos partes concentraron su actividad a la construcción de más barcos.
Los británicos construyeron 30 fragatas de 30 cañones y dos corbetas. Los estadounidenses construyeron una nueva corbeta, el Madison de 24 cañones, modificaron el Lady of the Lake y empezaron a trabajar en una fragata de 26 cañones. Las dos partes contaban también con varias lanchas a velas y de remos, con un solo cañón en proa.
En el lago Erie los estadounidenses tenían el Lawrence y el Niagara de 20 cañones cada uno más siete barcos adaptados al lago. Entre los dos barcos contaban con 15 cañones largos y 39 carronadas.
La escuadra británica poseía en el lago el Queen Charlotte de 18 cañones, el Lady Prevost de 12 y el General Hunter de 6, más dos goletas y una balandra. El armamento total de la escuadra era de 35 cañones largos y 28 carronadas.

## La batalla
El almirante estadounidense Oliver Hazard Perry cruzó el río Detroit intentando provocar una respuesta británica. El día 9 de septiembre tras proveerse de tropas en Sandusky Bay marchó hacia Malden y desplegó la bandera estadounidense frente a los fuertes enemigos. La escuadra británica estaba dirigida por Robert Heriot Barclay, un veterano que había servido bajo el mando de Horacio Nelson que había luchado en la batalla del Nilo y en la batalla de Trafalgar y que había perdido un brazo en servicio a su país. Perry nunca había visto un combate naval.
El 10 de septiembre el comodoro Barclay se dirigió en orden de batalla contra los estadounidenses. Perry se encontraba ansioso y su navío almirante sufrió el ataque de dos barcos que se concentraron en él.
El siguiente en la línea estadounidense, el Caledonia, se quedó un poco atrás y a las dos horas el barco ya se hundía. Además todos los hombres del barco estaban muertos o heridos a excepción de ocho hombres que solo podían atender a un cañón entre los que se contaba el almirante Perry.
El almirante se trasladó con una barca al Niagara para lo que tuvo que pasar a poca distancia de la línea británica, y aunque permaneció en desafiante en pie sirviendo de blanco a los marineros británicos no recibió ninguna herida.

Gracias a una suave brisa el Niagara se situó en medio de la línea británica disparando a derecha e izquierda, movimiento que fue secundado por las pequeñas embarcaciones.

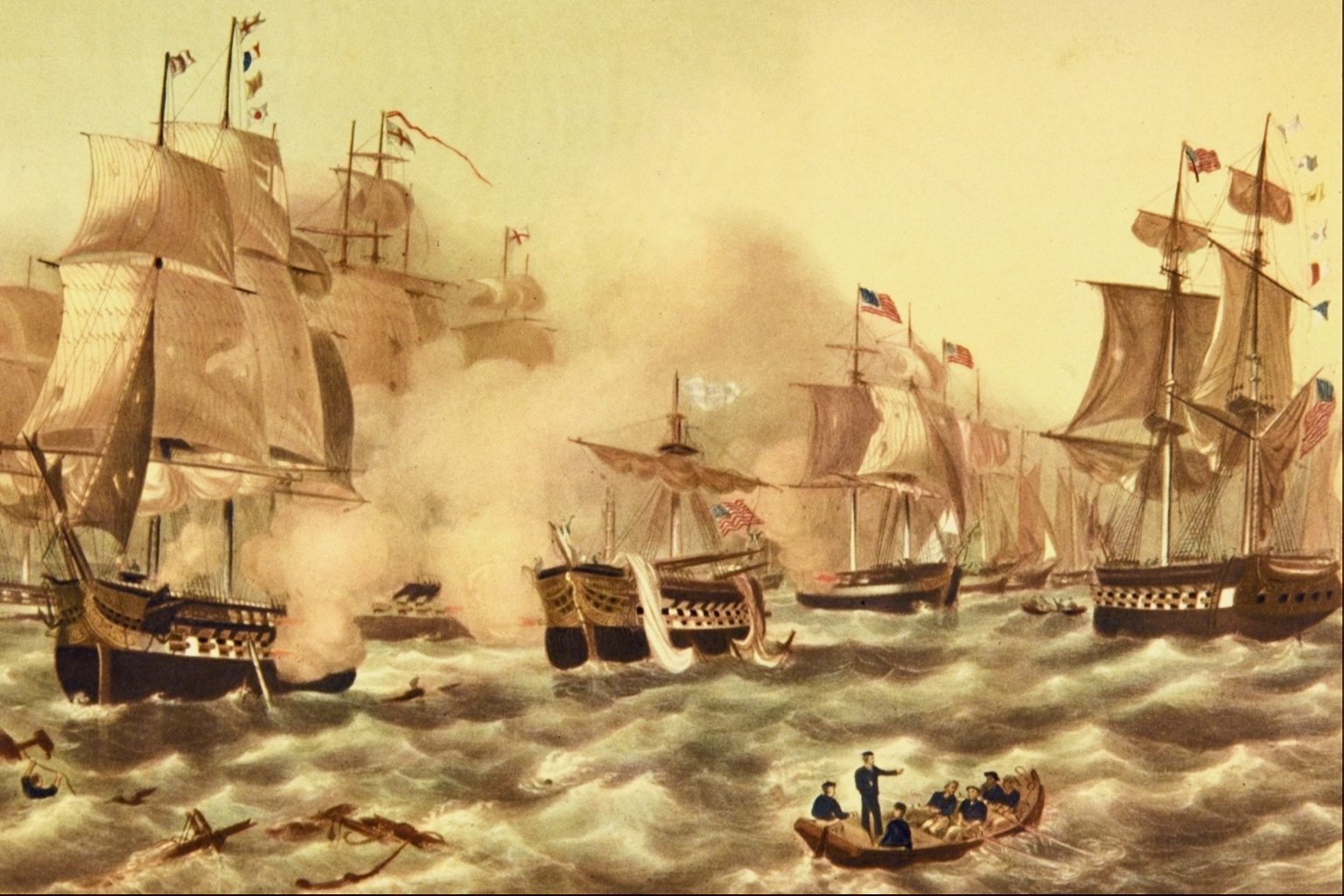
La batalla del Lago Erie

También fue muy importante para el desarrollo del combate el hecho de que el cuerpo de oficiales británico estaba sufriendo muchas bajas. El Detroit, el Queen Charlotte, el Hunter y el Prevost perdieron a sus capitanes y el comodoro Barclay se encontraba herido de gravedad.
El movimiento de Perry impidió a los británicos alejarse y el Detroit, al intentar virar para protegerse de Niagara chocó con el Queen Charlotte. Todo se volvió confusión en el bando británico.
Al final con Barclay desmayándose por la pérdida de sangre la flota británica se rindió. Fueron más de 600 prisioneros más que los supervivientes del bando estadounidense.
Tras esta victoria, Perry escribió a su amigo el general Harrison en el que decía:

Hemos encontrado al enemigo y son nuestros dos navíos, dos bergantines, una goleta y una corbeta.